# Рукавишниково
Рукавишниково — деревня в Великоустюгском районе Вологодской области.
Входит в состав Шемогодского сельского поселения, с точки зрения административно-территориального деления — в Шемогодский сельсовет.
Расстояние по автодороге до районного центра Великого Устюга — 10 км, до центра муниципального образования Аристово — 7 км. Ближайшие населённые пункты — Копылово, Верхнее Бородкино, Чернаково, Чёрная.
По переписи 2002 года население — 43 человека (19 мужчин, 24 женщины). Всё население — русские.